# Cieśnina Melville’a
Cieśnina Melville’a (ang. Viscount Melville Sound) – cieśnina w północnej Kanadzie, na obszarze terytorium Nunavut i Terytoriów Północno-Zachodnich, stanowiąca część Kanału Parry’ego.

## Geografia
Cieśnina oddziela Wyspę Melville’a od Wyspy Wiktorii, łącząc się od zachodu z Cieśniną McClure’a, a od wschodu z Cieśniną Barrowa. Od wschodu wejście do cieśniny ma szerokość 66 mi (106,22 km), rozciąga się od Cape Berkeley na Wyspie Księcia Walii do Cape Cockburn na Wyspie Bathursta. Jest to jedna z większych cieśnin Archipelagu Arktycznego, jej średnia szerokość to około 130 km. Zimą wypełnia ją lód, przeważnie wieloletni lód morski napływający przez cieśninę McClure’a z Oceanu Arktycznego. Warunki lodowe są ogólnie niesprzyjające żegludze. Lody zwykle pękają dopiero w sierpniu, stopniowo od wschodu ku zachodowi, a pas otwartych wód pojawia się w północnej części cieśniny na początku września. Chociaż jest to najlepsza droga morska w tej cieśninie, kanałami wokół wyspy Byama Martina często wpływa na nią masywny lód z północy. W połowie września woda znowu zaczyna zamarzać i do końca października zwykle tworzy zwartą pokrywę. Pomiary batymetryczne z 1982 roku ukazały, że cieśnina ma głębokość 200–500 m.

## Historia
Cieśninę odkrył dla Europejczyków sir William Edward Parry, podczas poszukiwań Przejścia Północno-Zachodniego w latach 1819–1820. Od zachodu dopłynął do niej Robert McClure podczas wyprawy w latach 1850–1854. Została nazwana na cześć Roberta Dundasa, wicehrabiego Melville, wówczas pierwszego lorda Admiralicji, który szczególną wagę przywiązywał do badań Arktyki.